# ZunZuneo

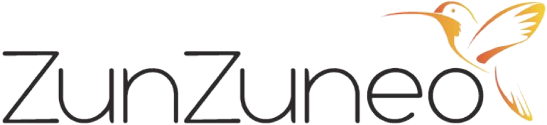

ZunZuneo (рус. Зунзунео, Сунсунео) — социальная сеть на Кубе, созданная в 2010 году как часть секретной подрывной операции правительства США.
Сеть была разработана под руководством Агентства США по международному развитию, которое профинансировало подставные компании, участвовавшие в создании и эксплуатации сети. Являлась частью стратегии подталкивания кубинской молодёжи к революционным выступлениям «кубинской весны», планировавшейся по образцу «арабской весны». Разработка также преследовала разведывательные цели, позволив собрать базу данных с информацией о подписчиках, включая пол, возраст, «восприимчивость» и политические предпочтения.

## История
По сообщению успешно выявившего истоки ZunZuneo новостного агентства Ассошиэйтед Пресс (АП), сеть, которую называли также «кубинским Твиттером», в пике насчитывала 40 тысяч подписчиков, но была закрыта без предупреждения в 2012 году.
Поначалу сообщения в сети привлекали подписчиков обсуждением безобидных тем (спорт, музыка), но в планы входил переход к политическим темам для поощрения антиправительственной активности. После расследования АП, опубликованного в начале апреля 2014 года, правительство США признало, что оно финансировало проект для поощрения революционной активности на Кубе.

## Секретность
Профинансированные агентством США по международному развитию подрядчики использовали сложную систему фиктивных компаний для того, чтобы скрыть вовлечённость США от подписчиков сети и даже от нанимаемых в сами эти компании сотрудников, вплоть до высшего руководства. Ими была создана компания в Великобритании, которая в свою очередь создала корпорацию в Испании для управления ZunZuneo; отдельная компания (исп. MovilChat) на Каймановых Островах использовалась для перечисления денег.
Даже Конгресс США оставался в неведении по поводу этой операции; деньги на неё выделялись под прикрытием проекта, якобы выполняемого в Пакистане.
Белый Дом в своём заявлении предложил тонкую интерпретацию терминологии: ZunZuneo были не «тайной» (англ. covert) операцией, а «неброской» (англ. discreet).

## Технология
Интернет на Кубе крайне малодоступен, однако среди молодёжи распространены мобильные телефоны (но не смартфоны). Сеть ZunZuneo использовала для коммуникации между подписчиками SMS-сообщения, которые для повышения популярности сервиса были бесплатными. В то же время ZunZuneo каждое сообщение обходилось в 4 цента, которые перечислялись государственной кубинской компании Cubacel. Это создавало парадоксальную ситуацию, в которой американское правительство фактически перечисляло десятки тысяч долларов кубинскому правительству через секретные счета и подставные компании.
Для раскручивания сети был использован список из полумиллиона телефонных номеров, украденных «важным контактом» в Cubacel.